# Матеус Мартінс
Матеус Мартінс (порт. Matheus Martins, нар. 16 липня 2003, Кампу-Гранді) — бразильський футболіст, нападник клубу «Ботафогу» та молодіжної збірної Бразилії. Виступав також за клуби «Флуміненсе» та «Вотфорд». Чемпіон Бразилії. Володар Кубка Лібертадорес.

## Клубна кар'єра
Матеус Мартінс народився 2003 року в місті Кампу-Гранді, та є вихованцем футбольної школи клубу «Флуміненсе». У 2021 році футболіст розпочав грати в основній команді клубу, в якій грав до 2022 року, взявши участь у 37 матчах чемпіонату.
У 2023 році бразильський футболіст перейшов до італійського клубу «Удінезе», проте керівництво клубу відразу віддало бразильського нападника в оренду до англійського клубу «Вотфорд», де Мартінс грав до 2024 року.
У 2024 році Матеус Мартінс повернувся на батьківщину до клубу «Ботафогу». У складі команди футболіст у 204 році став чемпіоном Бразилії та володарем Кубка Лібертадорес.

## Виступи за збірні
У 2019 році Матеус Мартінс дебютував у складі юнацької збірної Бразилії, загалом на юнацькому рівні взяв участь у 7 іграх.
Протягом 2022—2023 років Матеус Мартінс грав у складі молодіжної збірної Бразилії. На молодіжному рівні футболіст зіграв у 10 офіційних матчах, забив 6 голів.

## Титули і досягнення
- Чемпіон Бразилії (1):

«Ботафогу»: 2024
- Володар Кубка Лібертадорес (1):

«Ботафогу»: 2024